# 亜細亜諸国との和戦は我栄辱に関するなきの説
『亜細亜諸国との和戦は我栄辱に関するなきの説』（アジアしょこくとのわせんはわがえいじょくにかんするなきのせつ）は『郵便報知新聞』の1875年（明治8年）10月7日号に掲載された社説である。執筆者は福澤諭吉。1875年（明治8年）9月20日に朝鮮の江華島（現・仁川広域市江華郡）付近において発生した江華島事件の事後処理について、征韓論や大陸進出論に反対し、内治優先を主張した社説である。福澤が朝鮮に関して発言した最初の機会であった。
新聞掲載後に一旦忘れられて、福澤の単行本や大正版『福澤全集』および昭和版『続福澤全集』にも収録されなかったため、第二次世界大戦以前には影響力がなかった。第二次世界大戦以後に再発見されて、1963年（昭和38年）に現行版『福澤諭吉全集』第20巻（145-151頁）に初めて収録された。

## 背景
1875年（明治8年）9月20日に江華島事件が起こり、日本の測量船雲揚号が朝鮮の江華島砲台と交戦した。その後、雲揚号は長崎へ戻り、9月28日午後7時に最初の打電をおこない、情報が本省に届いた。『東京日日新聞』は9月30日に論評ぬきで第一報を掲載した。『郵便報知新聞』は10月2日に最初の報道をおこなった。『郵便報知』は記事の中で「日本政府が朝鮮側に測量の予告をしなかった」ために「朝鮮が砲撃するのは当然のこと」とし非は日本側にあるとして、征韓論に反対した。
当時の新聞紙のうち、征韓論を主張したのは『東京曙新聞』、『横浜毎日新聞』であり、非征韓論を主張したのは『朝野新聞』、『東京日日新聞』、『郵便報知新聞』であった。この論戦は「日本の誕生間もない近代新聞が外交政策をめぐって論争した最初の機会」であったとされる。
福澤の社説は『郵便報知新聞』が10月2日に最初の報道をおこなってから5日目の10月7日に発表された。その後、1ヶ月ほど続く一連の征韓論の出発となる論文で、発表の時点で既に『東京曙新聞』の栄辱論、『横浜毎日新聞』の権道論を論破したものといえる。

## 評価
韓桂玉
韓桂玉は『「征韓論」の系譜』で福澤を紹介し、福澤の「朝鮮や中国に対する視点は蔑視感に根ざしていた」と断定し、「彼は当初、文明発展の段階を「文明」「半開」「野蛮」の三つに分類し、欧米を「文明」に、朝鮮は日本や中国と同じ範疇に入れて「半開」の国と見ていた」と続けて、ところが、征韓論が高まったころからは朝鮮、中国を「遅鈍」「野蛮」と呼びつつ「武力による保護」を主張するようになると説明して、その例として本社説を引用している。つまり、本社説で福澤が征韓論に反対していることにはコメントせずに、「小野蛮国」と呼んだことのみを取り上げてアジア蔑視論の一例と紹介している。
安川寿之輔（名古屋大学名誉教授）
名古屋大学名誉教授の安川寿之輔は、1875年（明治8年）9月の江華島事件に際に、福澤は『郵便報知新聞』社説に本社説を書いて、「（意外にも）「朝鮮の征伐は止む可し」」と主張したことを紹介した。さらに、福澤が朝鮮を「小野蛮国」と呼んだことに対して、附録の「福沢諭吉のアジア認識の軌跡」で本社説を取り上げて、蔑印を付けて紹介した。蔑印は「アジアへの侮蔑・偏見・マイナス評価」を示す印である。一方、福澤は「志を遠大にして」、真の「我国の独立を謀」るうえでは、「小野蛮国」の朝鮮が「来朝して我属国と為るも、尚之を悦ぶに足らず。」と彼は説いたのであると説明し、これは、福澤がつまり、「野蛮なる朝鮮」が「我属国と為る」くらいのことで満足してはならないと戒めているのであって、実は福澤は征韓論に賛成していて、朝鮮を日本の属国と為すだけでなく更なる朝鮮併合や清国への領土拡張までも望んでいたと解説している。
北岡伸一（東京大学名誉教授）
東京大学名誉教授の北岡伸一は、1875年（明治8年）9月20日の江華島事件において、日本は朝鮮の責任を追及して、1876年（明治9年）2月に日朝修好条規を結んで朝鮮を開国させたと説明し、このとき福澤は、本社説を『郵便報知新聞』に発表し、日本の真の課題は欧米との競争であり、それも軍事における競争ではなく貿易、商売における競争である、朝鮮の無礼をとがめて事を起こすのは、事柄の大小緩急を誤ったものであると述べたことを説明し、これは福澤が「殖産興業、内地優先を力説した」ものだと解説した。
平山洋（静岡県立大学国際関係学部助教）
静岡県立大学国際関係学部助教の平山洋は、本社説が「大陸に進出すると欧米諸国との戦争になる」と注意している点に着目し、1875年の新聞掲載後「ちょうど七〇年後の昭和二〇年（一九四五）八月へと至る、日本の行く末への一種の予言、とも読める興味深い論説」であると評価している。平山によると、「アジアへの軍事的進出は、必ずや日本と西洋諸国との戦争を引き起こすであろう、というこの予想は、二〇世紀に入って現実となった」のである。さらに福澤が創刊した新聞『時事新報』の論調が創刊当時から対清国・対朝鮮強硬論だったと考えられていることが多いが、それは間違いであり、平山が『福沢諭吉の真実』で明らかにしたように、時事新報社に在籍した弟子の石河幹明が『福澤諭吉伝』で作り上げたイメージにすぎないと説明した。そして本社説を例に取り上げて、アジアの諸国とことを構えるのは西洋との関係に悪い影響を与えるので避けるべきだ、と諭吉は考えていたと説明している。

## 内容
福澤の社説は、第1段で国の独立を保つ条件を整理し、第2段で朝鮮の現状を規定し、第3段で征韓論を3つに分類してそれぞれに反駁したものである。

### 第1段
国の独立を保つ条件には「学問の優劣、商売の成否、国の貧富、兵の強弱」があり、これらの条件が日本国は欧米諸国に対して劣っているため、今の日本は真の独立国とは言えない。これらの条件はアジア諸国に対しては劣っていないので、アジア諸国に勝ったとしても名誉にもならず、逆にむしろ独立に害があるといえるほどだ。1874年（明治7年）の台湾出兵は軍事的には成功したように見えるが、欧米諸国に対して前記の条件を増したとはいえず、ただ軍事費の数百万円を費やしただけだ。

### 第2段
朝鮮外交の利害を論ずるには先ずその国柄を観察するべきだ。そもそもこの国がどんなものかと尋ねると、アジア州中の一小野蛮国であり、その文明の有様は我が日本に遠く及ばないと言えるだろう。これと貿易しても利益もなく、これと外交しても利益もなく、その学問は取るに足らず、その兵力も恐れるに足らず、さらに言えばもしも朝鮮の方から日本に日本の属国にしてほしいと言って来ても、それは喜ぶべきことではないのだ。その理由はなぜかと言うと、前に言ったように我が日本は欧米諸国に対して並び立つほどの力をつけて、欧米諸国を制するほどの勢いを得るものでなければ、真の独立とは言えないからだ。そうして朝鮮との外交は、もしも日本が望む形になったとしても、日本の独立のためには、まったく力を増すことにはならないからだ。
朝鮮は彼の方から日本に頭を下げて来て日本の属国となったしても、これは喜ぶことではない。まして軍事的に対立して、これと戦うことなどとんでもないことだ。朝鮮に勝っても栄誉ではなく、朝鮮を取っても利益にはならない。多額の軍用金を費して欧米の物資を買い、欧米の船艦を買い、欧米の銃砲を求めて、金銭を欧米の人に与えて物資を朝鮮の国に費して、結局、日本の外債を増すだけで、毎年海に投げ捨てるに等しく、償金を払うのと同等の利息を外国に輸出する結果になるだけだ。

### 第3段
ある征韓論者は「栄辱論」として征韓論を述べている。すなわち戦争は好ましいものではないが、既に両国の間で紛争が発生した以上、一国の「栄辱」の為に戦うべきで、金銭の為に大義名分をないがしろにしてはならない。その論はもっともだけれども、今の日本は「親の病気ともいえる欧米交際の困難」を抱えているので、戦争をしている場合ではない。今の朝鮮人が無礼を加えても穏便に済ますのがよく、国の「栄辱」とは無関係である。
さらに別の征韓論者は「大陸進出論」として征韓論を述べている。すなわち征韓論の目的は朝鮮を取ることではなく、朝鮮の紛争を契機として次に支那に手を伸ばし、支那の富を取って軍事費を償うことであると。この論ももっとものように見えるが、もし支那が孤立していれば成立するだろう。実際は、支那は「欧米諸国の田園」とも言える状態で、日本が支那に進出すれば欧米諸国は自国の利益の為に支那の味方をして介入してくるだろう。
さらに別の征韓論者は「権道論」として征韓論を述べている。すなわち征韓論が発生してから年月が経ち、その気炎が台湾出兵を引き起こし、その余炎が消滅せずに今日の事態に至ったのであるから、その鬱炎を洩らし滞水を通じるための「権道」として征韓論を主張するものである。この論者は征韓論が非であることを知り、日本の独立に害があることも承知した上で、勢いに迫られて止むを得ざる手段に出たものと言えるだろう。私はこの論にはまったく不同意である。征韓論と言っても天から降りたものでもなければ地から生じたものでもない。日本への愛国心から出た意見であり、ただ見方が浅く方向を誤ったために述べたものに過ぎない。その人の心の方向を改めれば、征韓論はたちどころに止むであろう。